# Lesesucht
 (mai 2020).
Lesesucht (ou Lesewut, allemand pour « rage de lecture ») est un terme qui décrit une période de l'histoire allemande commençant au XVIIIe siècle. Les Souffrances du jeune Werther de Goethe et le mouvement Sturm und Drang sont considérés comme les catalyseurs de cet événement[réf. nécessaire].